# William Cheselden
William Cheselden (født 19. oktober 1688 i Burrow i Leicester, død 10. april 1752 i Bath) var en engelsk kirurg.
Cheselden begyndte i 15 års-alderen at studere medicin, og nød længe privat undervisning hos anatomen Cowper. Selv underviste han i anatomi fra 23 års-alderen. Glimrende begavet som operatør blev han hurtigt kirurg ved St Thomas Hospital, senere dronningens livkirurg og medlem af akademiet i Paris. Han havde en uhyre virksomhed og søgtes af ind-og udland som lærer og læge; da han følte sig træt, lod han sig udnævne til læge ved Chelsea Invalidehospital 1737, en stilling, han bevarede til sin død.
Der er få områder i kirurgien, på hvilke Cheselden ikke har bragt noget nyt frem. Hans navn er således knyttet til en bestemt amputationsmetode (1718), til anvendelsen af ligatur (afbinding) ved fjernelse af mandlerne, og til en Operationsmetode ved Fjernelsen af Brystkirtlen. Desuden har han angivet en måde at behandle klumpfod på, og på mangfoldige felter af underlivskirurgien har han forøget sin tids viden (tarmkirurgi, rektalfistler, brok, hydronefrose og kastration). En del af disse operationsmetoder har nu kun historisk interesse.
For efterverdenen sikredes imidlertid hans navn gennem hans operationer for sten, udførte med det høje snit, og ved, at han var den første, der udførte operationen at danne en kunstig pupil (Phil. Transactions 1728, bind 35), efter at Woolhouse havde drøftet muligheden teoretisk. Som stenoperatør var Cheselden kendt over hele Europa. Han samlede sine erfaringer i Treatise on the high operation of the stone (1723), et skrift, der viklede ham ind i en heftig prioritetskamp med en Dr. Douglas, der skrev et stridsskrift mod Cheselden.
Dette synes dog først at være udkommet, efter at Cheselden havde forladt sin hidtil benyttede metode. En mængde skrifter foreligger fra Cheseldens hånd. Væsentlige er Anatomy of the human body (1713, 11 oplag indtil 1778) og Osteographia or anatomy of the bones (1733).